# アルティウム
アルティウム（スペイン語: ARTIUM）は、スペイン・バスク州アラバ県ビトリア＝ガステイスにある現代美術の美術館。正式名称はArtium, Centro Museo Vasco de Art Contemporáneo（アルティウム、バスク現代美術センター）。2002年4月26日に開館した。

## 特徴
アルティウムの構想はアラバ県議会が主導し、バスク州政府、スペイン政府文化省、ビトリア＝ガステイス市が協力した。所蔵する作品の大部分や建物そのものはアラバ県議会が所有している。建物の設計はホセ・ルイス・カトン(José Luis Caton)。それまでビトリア＝ガステイスには宗教美術のコレクションを持つアラバ美術館（現・司教区美術館）があったが、2002年4月26日にアルティウムが開館した。
ダニエル・カスティリェホがディレクターを務めている。アルティウムの役割には、第一に現代美術作品の収集、第二に企画展覧会の開催、第三に教育・文化活動プログラムがある。児童・生徒が教育活動の一環としてアルティウムを訪れることもある。

## 地理
アルティウムはビトリア＝ガステイス中心部、旧市街のすぐ東側を南北に走るフランシア通りに面しており、すぐ近くにはフルニエ・トランプ博物館がある。ほぼ正方形の敷地の中に、屋内外の展示スペース、レストラン、資料室などを備えている。

## コレクション
アルティウムは現代バスクや現代スペインの作家を中心に約3,000点の作品を所蔵している。以下の作家の作品を所蔵している。
- パブロ・ピカソ(1881-1973)[1][4][2]
- ジョアン・ミロ(1893-1983)[1][4][2]
- サルバドール・ダリ(1904-1989)[2]
- オスカル・ドミンゲス(1906-1957)[2]
- ホルヘ・オテイサ(1908-2003)[1][4][2]
- アントニ・クラベ（スペイン語版）(1913-2005)
- ホセ・カバジェロ（スペイン語版）(1915-1991)
- パブロ・パラスエロ（スペイン語版）(1916-2007) [2]
- ジュアン・ブロッサ（スペイン語版）(1919-1998)
- ヨーゼフ・ボイス(1921-1986)
- アントニ・タピエス(1923-2012)[1][2]
- エドゥアルド・チリーダ(1924-2002)[1][4][2]
- マノロ・ミリャレス（スペイン語版）(1926-1972)
- アントニオ・サウラ（スペイン語版）(1930-1998)[1][4][2]
- ルイス・ゴルディーリョ（スペイン語版）(1934-)
- アントニオ・ロペス・ガルシア(1936-)
- エドゥアルド・アロヨ(1937-)
- ダリオ・ビジャルバ(1939-)
- フアン・ムニョス（スペイン語版）(1953-2001)
- フアン・ウスレ（スペイン語版）(1954-)
- クリスティーナ・イグレシアス(Cristina Iglesias)(1956-)[1]
- ミケル・バルセロ(1957-)[1][2]
- ジェイク・アンド・ディノス・チャップリン(1962-, 1966-)
- フアン・フランシスコ・カサス（英語版）(1976-)

## ギャラリー

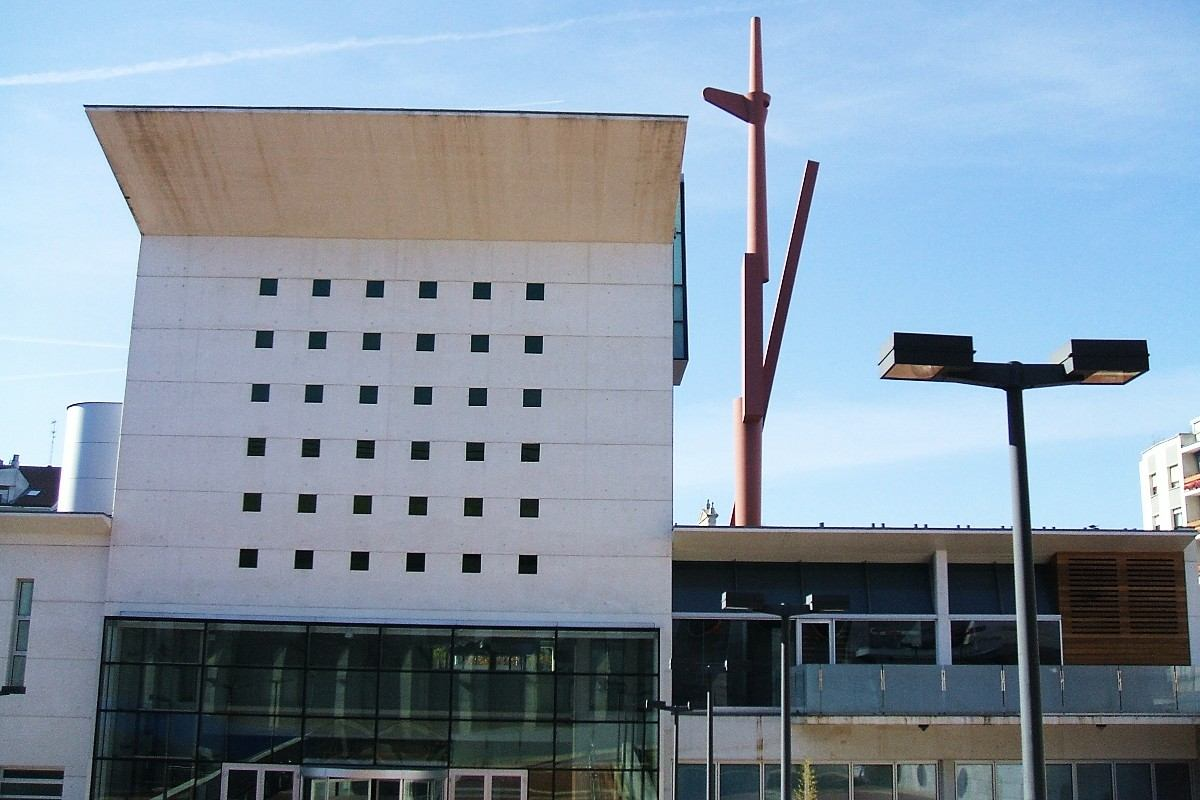
建物の外観
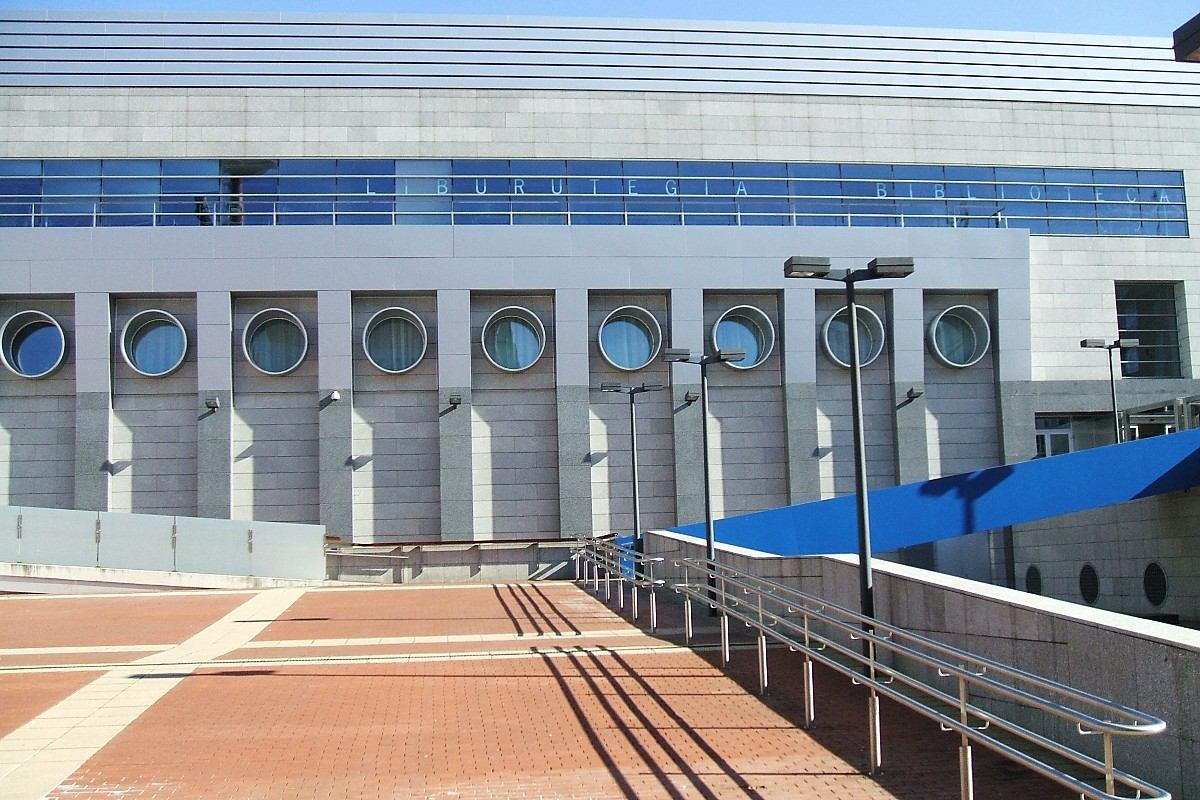
建物の外観
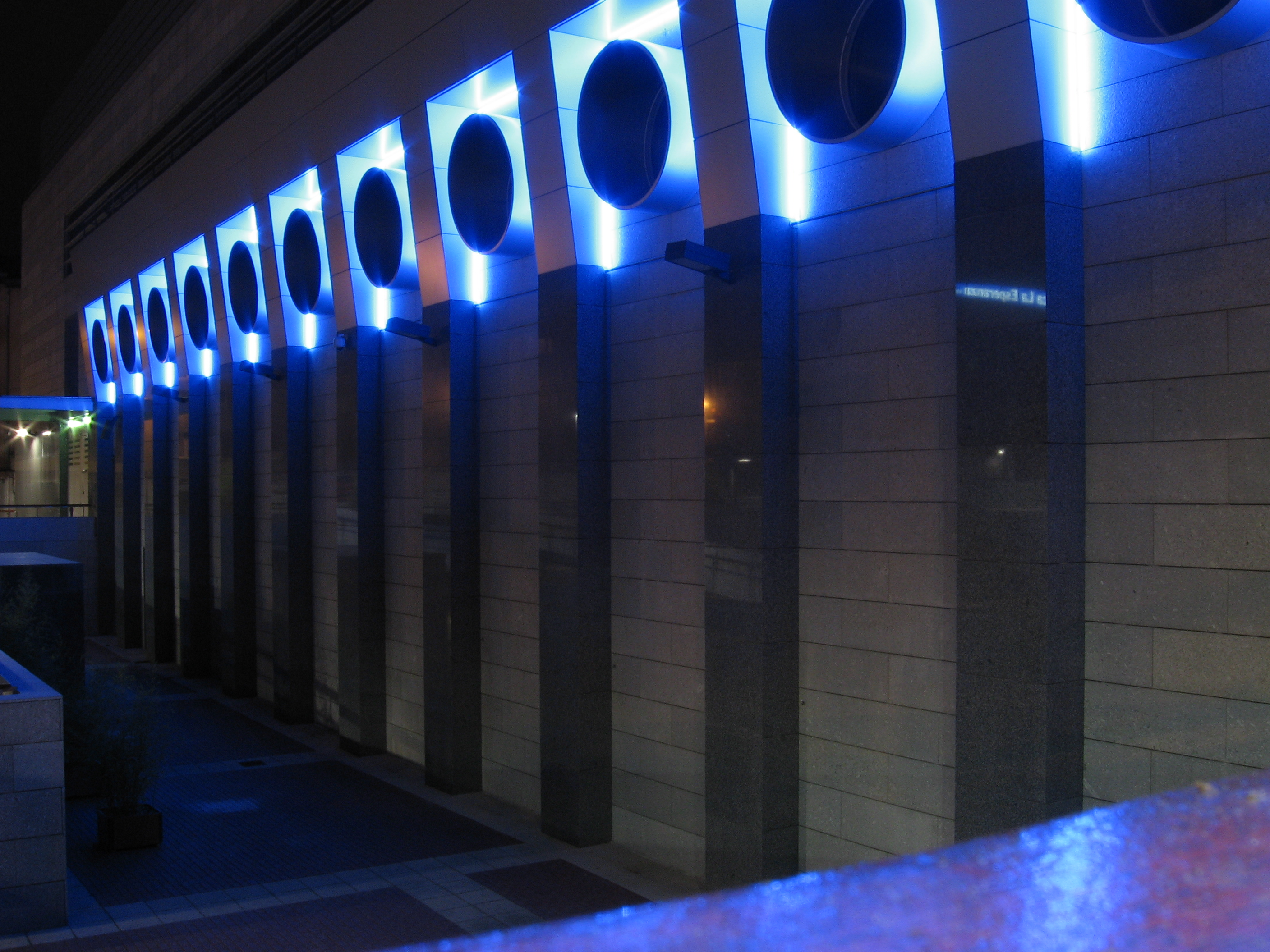
夜間のライトアップ
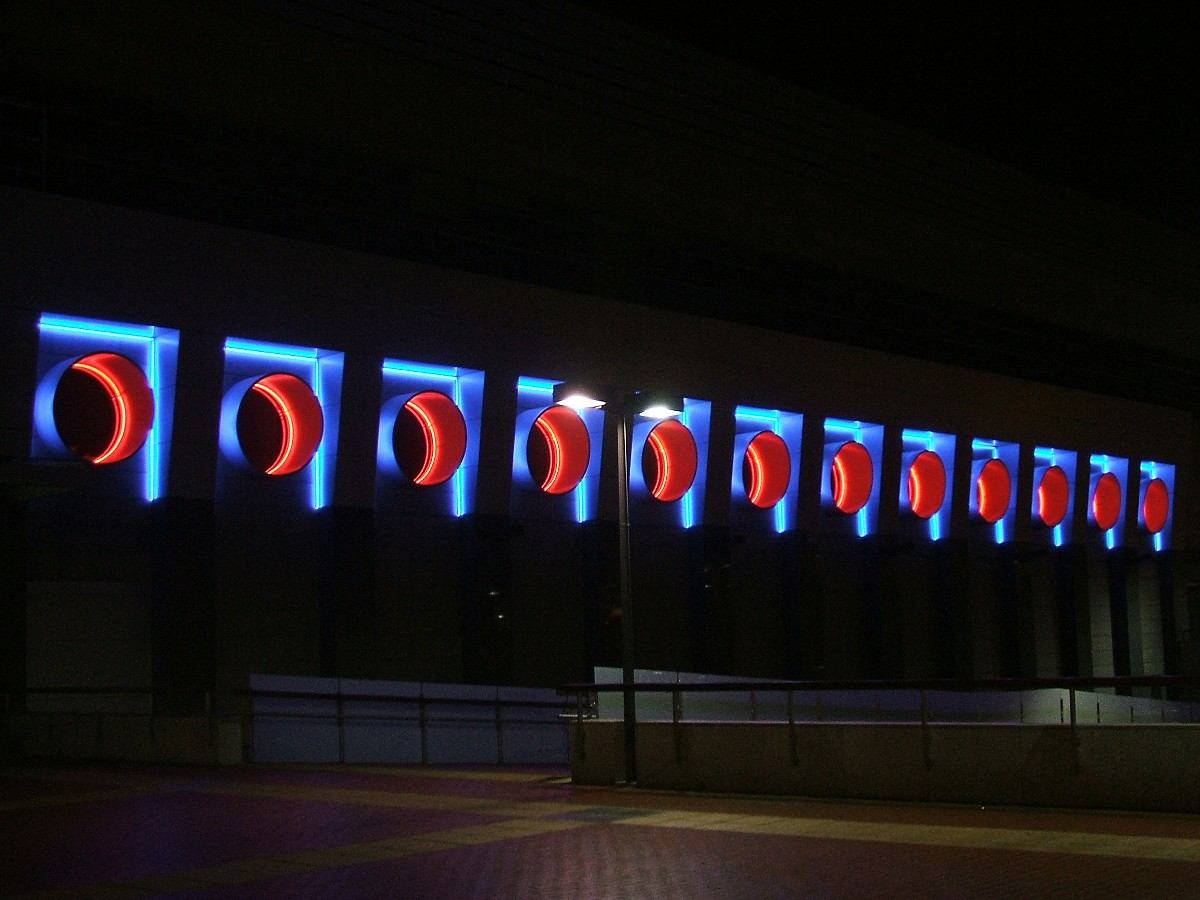
夜間のライトアップ
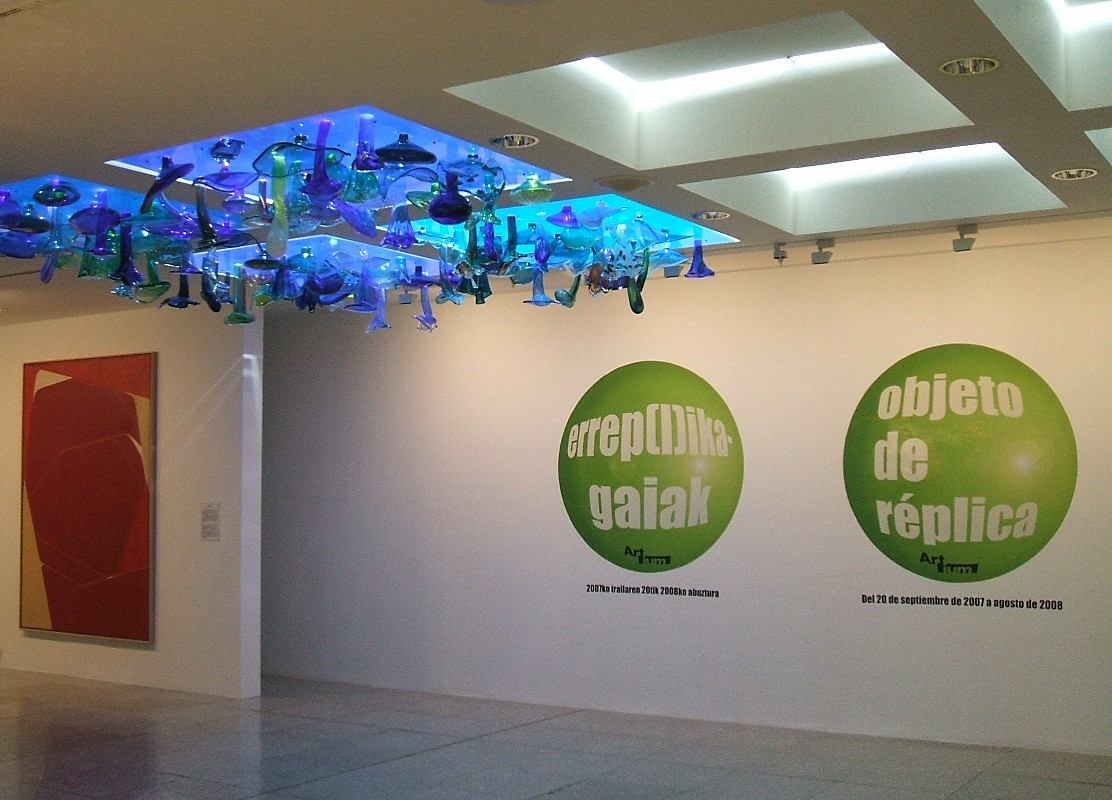
建物内
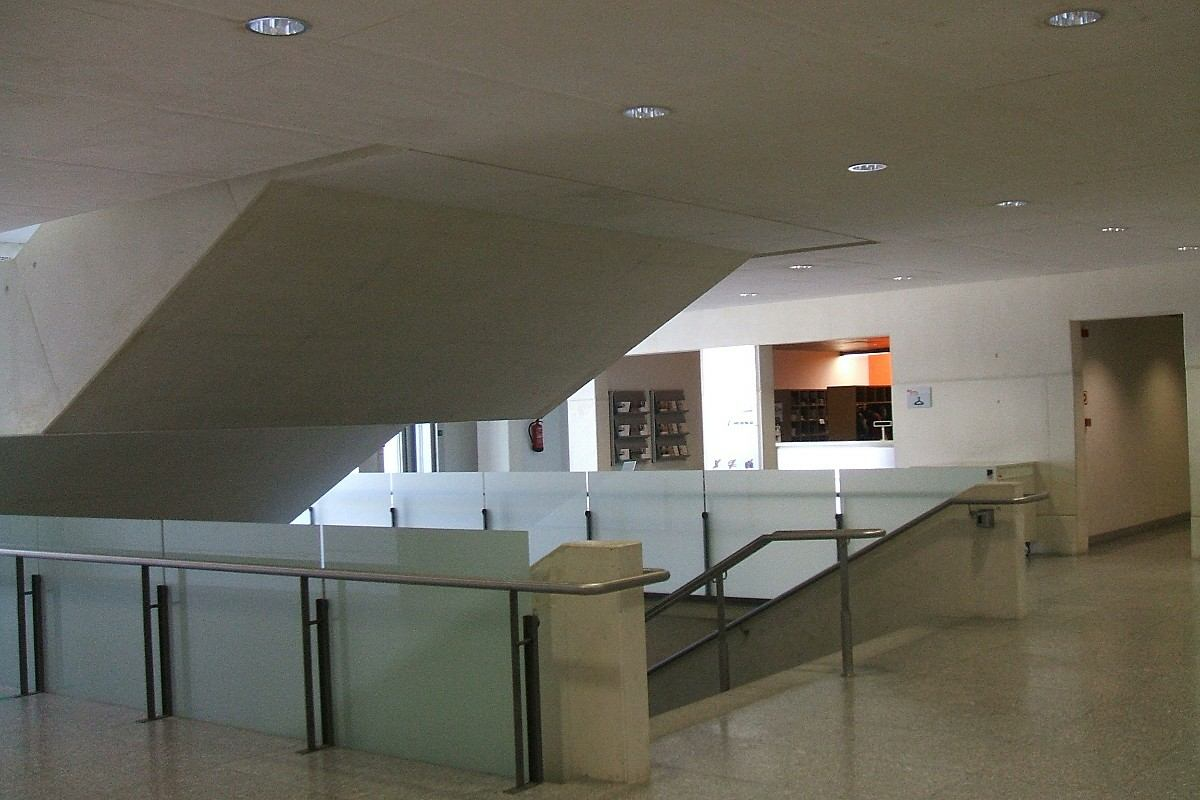
建物内